# Parisa Fitz-Henley
Parisa Fitz-Henley (Kingston, 1º gennaio 1977) è un'attrice ed ex modella giamaicana con cittadinanza statunitense, nota principalmente per aver interpretato Reva Connors nelle serie televisive Jessica Jones e Luke Cage.

## Filmografia

### Cinema
- Fist in the Eye, regia di Mark Cartier (2006)
- Even Money, regia di Mark Rydell (2007)
- Il club di Jane Austen (The Jane Austen Book Club), regia di Robin Swicord (2007)
- Knuckle Draggers, regia di Alex Ranarivelo (2009)
- Laureata... e adesso? (Post Grad), regia di Vicky Jenson (2009)
- L'apprendista stregone (The Sorcerer's Apprentice), regia di Jon Turteltaub (2010)
- Lola Versus, regia di Daryl Wein (2012)
- Places, regia di Adam Taylor - cortometraggio (2012)
- Bluebird, regia di Lance Edmands (2013)
- Jack of the Red Hearts, regia di Janet Grillo (2015)
- People, regia di Adam Taylor - cortometraggio (2015)
- Last Night, Los Angeles, regia di Adam Taylor - cortometraggio (2016)
- Fantasy Island, regia di Jeff Wadlow (2020)
- My Spy, regia di Peter Segal (2020)

### Televisione
- CSI: NY - serie TV, episodio 2x19 (2006)
- The Unit - serie TV, 2 episodi (2006)
- Grey's Anatomy - serie TV, episodio 3x22 (2007)
- Private Practice - serie TV, episodio 1x04 (2007)
- Blue Bloods - serie TV, episodio 3x06 (2012)
- Golden Boy - serie TV, episodio 1x06 (2013)
- House of Cards - Gli intrighi del potere (House of Cards) - serie TV, episodio 2x06 (2014)
- The Mysteries of Laura - serie TV, episodio 1x07 (2014)
- Only Human, regia di Gavin O'Connor – film TV (2014)
- Jessica Jones - serie TV, 3 episodi (2015)
- Luke Cage - serie TV, 3 episodi (2016)
- Midnight, Texas – serie TV (2017-2018)
- The Sinner - serie TV (2020)

### Webserie
- Redheads Anonymous - webserie, episodio 1x04 (2015)

## Doppiatrici italiane
Nelle versioni in italiano delle opere in cui ha recitato, Parisa Fitz-Henley è stata doppiata da:
- Francesca Manicone in Midnight, Texas, Jessica Jones, Luke Cage, Fantasy Island
- Gilberta Crispino in Private Practice
- Alessandra Chiari in Grey's Anatomy
- Irene Di Valmo in CSI: NY
- Giovanna Martinuzzi ne Il club di Jane Austen
- Angela Brusa in My Spy